# 马青
马青（1992年8月24日—），中国女子皮划艇运动员，2014年亚洲运动会女子四人皮艇500米金牌得主和女子双人皮艇500米银牌得主、2018年亚洲运动会女子四人皮艇500米金牌得主。